# Virudhunagar
Virudhunagar (tamilski: விருதுநகர்) – miasto w Indiach, w stanie Tamilnadu. Stolica dystryktu Virudhunagar. W 2011 liczyło 72 296 mieszkańców.